# Haeundae Beach
Haeundae Beach är en strand i Antarktis. Den ligger i Sydshetlandsöarna. Argentina, Chile och Storbritannien gör anspråk på området. Den har fått sitt namn efter en strand i Haeundae-gu i Busan, Sydkorea.